# ハンドガン (映画)
『ハンドガン』（原題：Handgun）は、1983年のアメリカ合衆国のヴィジランテ映画。
トニー・ガーネットが監督を務め、カレン・ヤングやClayton Day、Suzie Humphreysが出演した。

## あらすじ
ダラスに引っ越して間もなく、主人公の若い女性が銃を使った脅迫のもとで彼氏から強姦されてしまう。怒りに駆られた彼女は、復讐のために手にした拳銃に魅了されていく。

## キャスト
- キャスリーン・サリヴァン - カレン・ヤング
- Clayton Day
- Suzie Humphreys

## 製作

### 企画開発
イギリスからアメリカに渡ってきたばかりのT・ガーネット監督は、アメリカでの銃撃事件を題材にした映画を作りたいと思っていた。彼はラッド・カンパニーと企画開発契約を結び、ダラスで映画のリサーチと脚本執筆を行った。さらに、EMIフィルムズから300万ドルの予算を調達することに成功した。ガーネットはロンドンでカレン・ヤングを見い出し、ボストンで彼女の両親を演じた俳優を見つけることに成功する。他のキャストはダラスで探した。彼はイギリスのドラマで培った技術を使い、数ヶ月間、俳優たちとリハーサルや即興での演技を行った。「私はアメリカ文化について批判をするためにここに来たのではない」とガーネットは言い、「理解しようと思って来ました」と述べた。

### 撮影
撮影は1981年の夏にダラスで行われた。

### ポストプロダクション
ガーネットによると、EMIは最終編集まで「口出ししなかった」が、映画を観ると変わったという。「問題は、私がゆっくりと、思慮深く、考慮された深い人物研究をしたことと、彼らが商業的なヒット作、つまりセクシーなレイプシーンのあるアクション映画を期待していたことだったんだ。私はそれを実現できなかった。配給会社の中には、レイプシーンは不快だし、セクシーではないと考える人もいて、がっかりしたようです。私はこの映画から、今では後悔しているのですが、そのような要素をカットしなければなりませんでした」と後に述べている。

## 公開
ガーネットは、この映画をワーナー・ブラザースに売り込んだが、後に「ワーナーはクリント・イーストウッドのレイプと復讐の映画（『ダーティハリー4』；似たような内容で、レイプされた女性がレイプ犯に拳銃で復讐していき、ハリー・キャラハン刑事がその復讐を止めようとする）を製作中だったんだ。彼らは競争相手を必要としなかったので、私の映画を買い、それを放置し、少数の劇場で公開した後、映画の公開を終了させてしまった。まさに失敗だった」と後悔した。